# Stazione di Torre del Lago Puccini
La stazione di Torre del Lago Puccini è una stazione ferroviaria della ferrovia Genova-Pisa, a servizio della omonima frazione del comune di Viareggio.

## Storia
Fino al 1939 era denominata semplicemente "Torre del Lago". Nel 2007 la stazione è stata oggetto di interventi di ristrutturazione che hanno comportato la realizzazione di parcheggi.

## Strutture e impianti
Costituito come stazione impresenziata, l'impianto dispone di due binari, collegati tra loro tramite una comunicazione, utilizzati il primo (lato monte) prevalentemente per le relazioni verso Pisa e il secondo (lato mare) per quelle in direzione La Spezia.
Fra gli anni trenta e gli anni ottanta era attivo un raccordo che diramatosi dal lato ovest rispetto al fabbricato viaggiatori conduceva alla torbiera di Torre del Lago, presso la quale in seguito venne ricavata una cava di materiale siliceo.

## Movimento
Torre del Lago è servita dalle relazioni regionali Trenitalia svolte nell'ambito dei contratti di servizio stipulati con la Regione Toscana, denominati "Memorario".

## Servizi
La stazione dispone dei seguenti servizi:
- Biglietteria automatica

## Interscambi
La stazione permette i seguenti interscambi:
- Fermata autobus